# Auto Transportes do Fundão
A Auto Transportes do Fundão (A.T.F., formalmente A.T.F. - Auto Transportes do Fundão, S.A., anteriormente Auto-Transportes do Fundão, L.da, e também conhecida apenas como Auto Transportes ou Auto-Transportes) é uma empresa de transportes rodóviários de passageiros, criada em 1936 e sediada no Fundão, em Portugal. Presta serviços de transporte público de passageiros nesta localidade e concelhos limítrofes, e dedica-se também ao aluguer de autocarros, tanto em regime fixo (escolar, laboral, etc.) como ocasional (turístico, etc.), estando para isso apetrechada com a sua própria oficina de reparação e manutenção da frota, situada igualmente no Fundão.

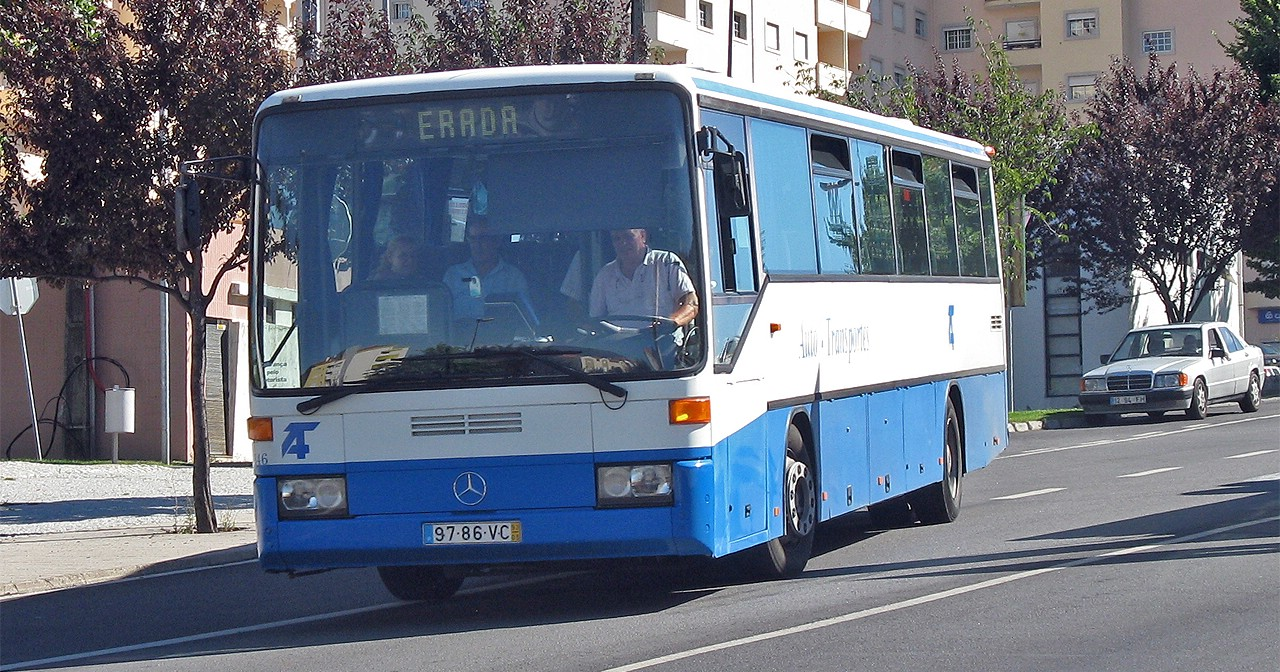
Veículo A.T.F. (n.º 146) circulando na Covilhã, em 2009, com destino a Erada, uma carreira mais tarde prolongada a Paúl.

## História

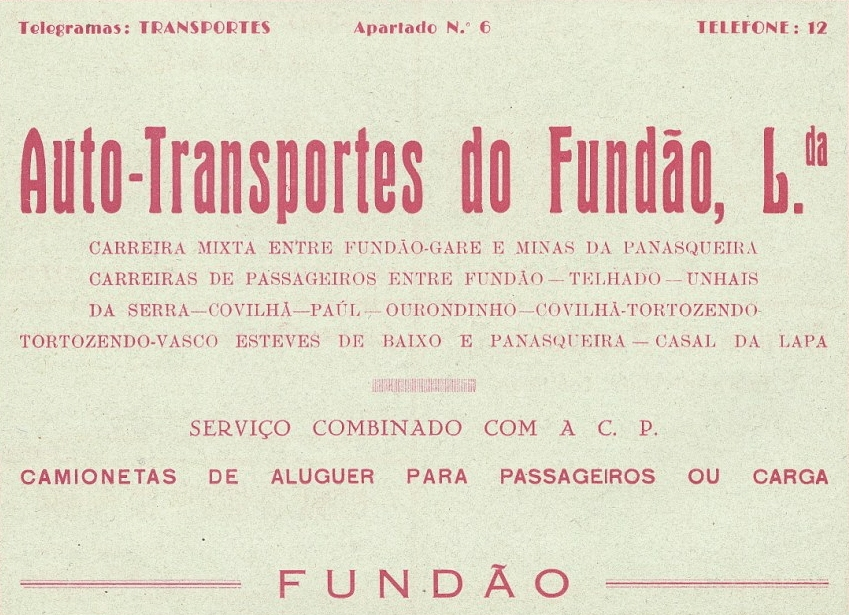
Publicidade à A.T.F. em 1945.

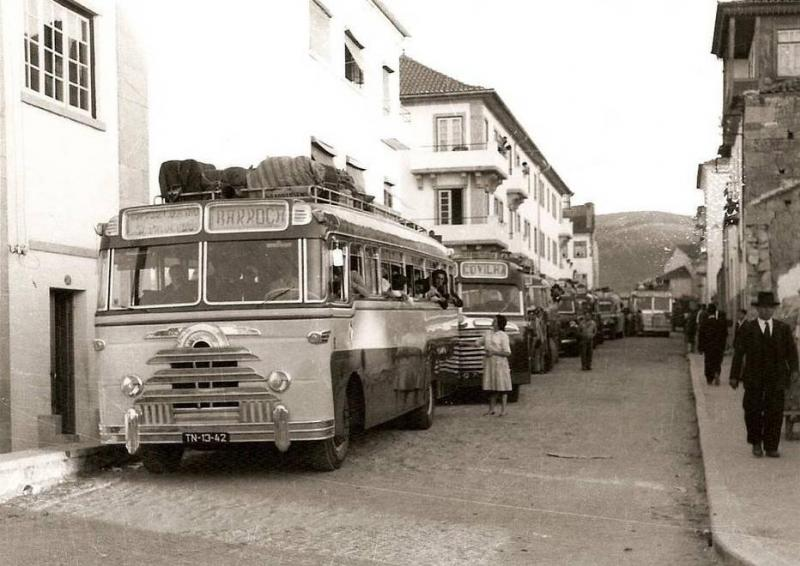
Autocarros no centro do Fundão, na década de 1950, partindo com destino à Barroca (Mina da Panasqueira) e (em segundo plano) à Covilhã.

Os empresários locais António Antunes Pião e Ângelo Adelino Fonseca criaram a Auto-Transportes do Fundão, L.da a 18 de fevereiro de 1936, dedicando-se inicialmente a à ligação Fundão-Panasqueira. Nas décadas seguintes, cresceu a frota e área de cobertura (aos concelhos próximos de Seia, Castelo Branco, e Covilhã), e diversificou-se o leque de atividades ao transporte de carga (que viria a abandonar já no final do século), turismo, e comercialização de combustíveis.
Em 1973, a Auto-Transportes do Fundão participa na criação das empresas Internorte e Intercentro, vocacionadas para o transporte internacional de longo curso; nesse mesmo ano volta a modernizar a sua frota. Em 1975, a A.T.F. não foi nacionalizada para integrar a Rodoviária Nacional (por ter uma frota inferior a cem veículos), mas teve de se adaptar às novas exigências do setor — momento na história da empresa que, já quarenta anos depois, o gerente António Augusto Pião (filho do co-fundador) vê como o mais penoso.
Vinte anos mais tarde, com o desmembramento e reprivatização da Rodoviária Nacional em 1995, a Auto-Transportes do Fundão adquire uma participação na nóvel Rodoviária da Beira Interior, posteriormente alienada.
Mais tarde reorganizou-se como sociedade anónima, ainda que mantendo um cariz familiar, e em 2013 a já então ATF - Auto Transportes do Fundão, S.A., contava com 68 empregados, mantendo-se em 70 em 2018.
Apesar de balanços positivos já na segunda década do séc. XXI, incluindo aquisições de empresas do ramo, a A.T.F. tem tido de enfrentar ao longo da sua história uma continuada redução no número potencial de passageiros, perdida proporcionalmente para o aumento do uso de automóvel particular e em absoluto devido ao êxodo rural.
Em Outubro de 2019 a Autoridade da Concorrência proibe a Rodoviária da Beira Interior do Grupo Transdev de adquirir a empresa A.T.F - Auto Transportes do Fundão, S.A e a sua subsidiária J.M.F - Joaquim Martins da Fonseca, Lda.
Em Março de 2020 a empresa deixou de realizar serviço internacional de transporte de passageiros para a INTERNORTE/INTERCENTRO devido a inicio de uma pandemia. Este serviço nunca mais viria a ser retomado. 
No ano escolar de 2020-2021, coube à Auto Transportes do Fundão o transporte de alunos do ensino secundário também do vizinho concelho de Belmonte.
No dia 18 de fevereiro de 2022, dia em que comemorou 86 anos de idade a empresa lançou o seu primeiro site multiplataformas, com disponibilização de horários, formulário para pedidos de cotação, formulário de contacto, etc, construido pelo seu Diretor de Serviço Rui Barata.[carece de fontes?]
No dia 01 de Julho de 2022 a empresa perdeu a concessão das carreiras do concelho de Castelo Branco para o operador Rodonorte - Transportes Portugueses S.A.[carece de fontes?]
Em Maio de 2023 a empresa Joaquim Martins da Fonseca, Lda perdeu as concessões do concelho de Oliveira do Hospital para a empresa BUSWAY.
Em Julho de 2023 a A.T.F - Auto Transportes do Fundão, S.A e a sua subsidiária J.M.F - Joaquim Martins da Fonseca, lda estão praticamente vendidas a um operador nacional Rodonorte-Transportes Portugueses S.A ou Busvouga, Lda, aguardado ainda confirmação pública da venda.
No dia 29 de Outubro de 2024 é oficialmente adquirida pela BusVouga, S.A, a A.T.F - Auto Transportes do Fundão, S.A e a sua subsidiária J.M.F - Joaquim Martins da Fonseca, lda, toma posse na mesma data João Coelho como administrador de ambas as empresas.[carece de fontes?]

## Carreiras

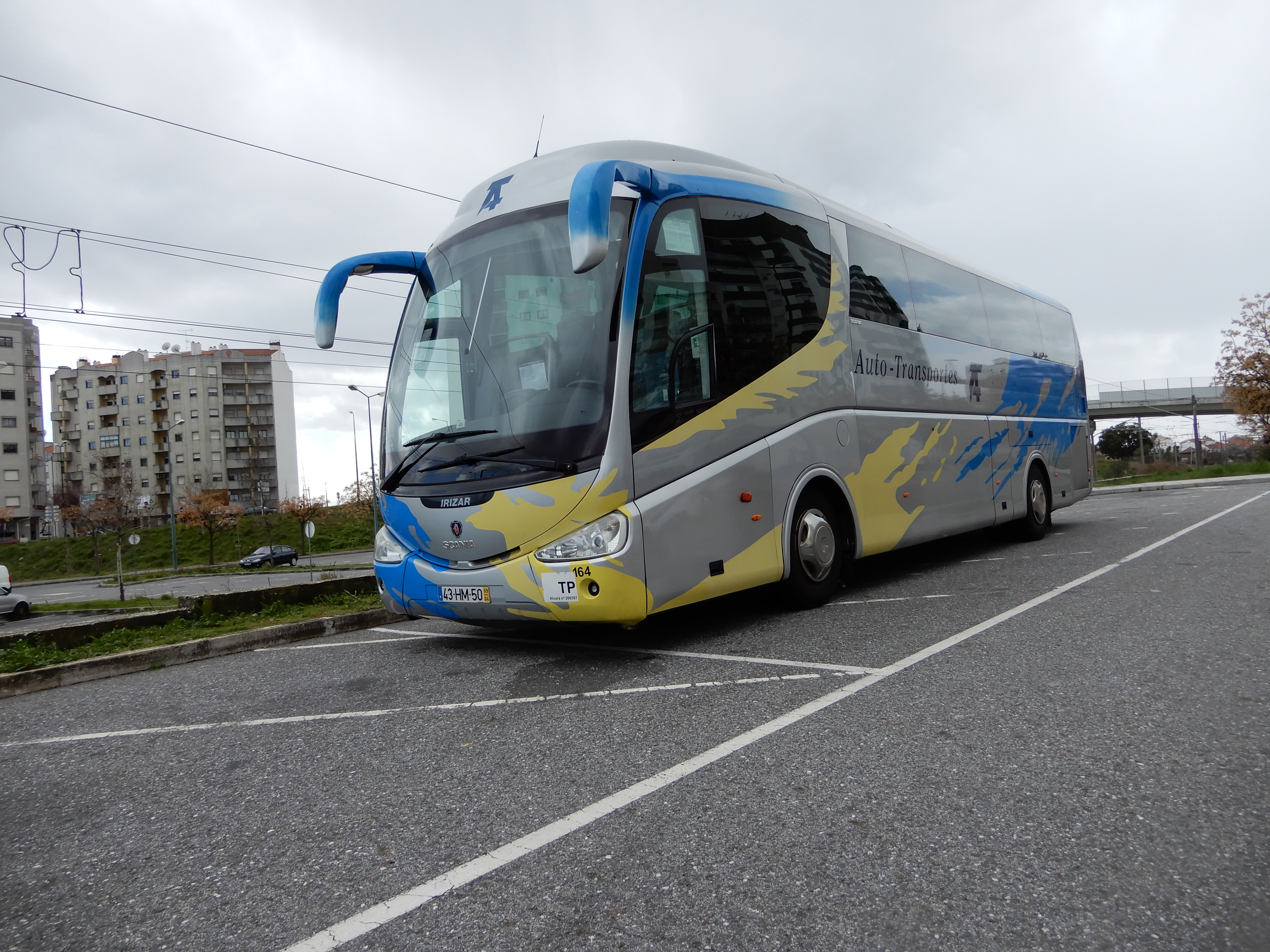
Veículo A.T.F. (n.º 164) estacionado em Castelo Branco, em 2018, junto à estação.

Em dados de 2022, a Auto Transportes do Fundão oferece carreiras de ligação entre quatro sedes de concelho e localidades próximas: Fundão (2 carreiras), Covilhã (7 carreiras — correspondentes a 90% dos transportes públicos rodovários deste concelho), Seia (4 carreiras), e Oliveira do Hospital (2 carreiras — realizadas em regime partilhado com a Joaquim Martins de Fonseca, L.da):
- C-Ba Covilhã ⇆ Barco[☷]
- C-Bq Covilhã ⇆ Bequerença[☷]
- C-Bç Covilhã ⇆ Bouça[☷]
- C-JB Covilhã ⇆ São Jorge da Beira[☷]
- C-Pu Covilhã ⇆ Paúl (via Unhais da Serra)[☷]
- C-Pb Covilhã ⇆ Peraboa[☷]
- C-SM Covilhã ⇆ Sobral de São Miguel[☷]
- F-JB Fundão ⇆ São Jorge da Beira[☷]
- F-Te Fundão ⇆ Telhado[☷]
- O-CS Oliveira do Hospital ⇆ Chão do Sobral[☷]
- O-Vi Oliveira do Hospital ⇆ Vide[☷]
- S-Cg Seia ⇆ Corgas[☷]
- S-Sg Seia ⇆ Sabugueiro[☷]
- S-VC Seia ⇆ Vila Cova (a Coalheira)[☷]
- S-Vi Seia ⇆ Vide[☷]

## Frota
Em dados de 2022, a Auto Transportes do Fundão regista uma frota histórica de 98 veículos, dos quais 44 se encontram operacionais em seu nome.

## Observações
1. ↑  Para a atividade de comercialização de combustíveis, existe separadamente como Auto Transportes do Fundão, S.A.[7] (sem a sigla na razão social, ao contrário da empresa principal), que contava com apenas sete empregados em 2013.[8] Esta separação das empresas, apesar dos nomes semelhantes, é enfatizada no saite oficial: «venda de combustíveis, atividade entretanto abandonada».[4]